# Канін Олександр Гнатович
Олександр Гнатович Ка́нін (рос. Александр Игнатьевич Канин; 6 грудня 1877, Саратов — 3 листопада 1953, Рязань) — російський радянський театральний актор, театральний режисер та театральний педагог. Уповноважений Всеросійського театрального товариства РРФСР по Курській області з 5 лютого 1937 року по 1941 рік. Заслужений артист РРФСР з 1926 року; лауреат Сталінської премії за 1951 рік.

## Життєпис
Народився 24 листопада [6 грудня] 1877 року в місті Саратові (нині Російська Федерація). 1904 року закінчив школу Московського художнього театру, де навчався у класі Володимира Немировича-Данченка.
Після закінчення навчання працював у Тифлісі у трупі під керівництвом Всеволода Мейєргольда, де вперше виступив як режисер. У 1905—1906 роках — актор Студії на Поварській в Москві, яку очолювали Костянтин Станіславський та Всеволод Мейєргольд. Упродовж 1908—1917 років працював у театрах Воронежа, Ростова-на-Дону, Таганрога, Самари, Казані, Оренбурга, Іркутська, Одеси, Астрахані.
З 1917 року — в Саратові, де у 1920 році при Саратовському театрі імені Карла Маркса організував молодіжну трупу (поставив «Зорі» Еміля Верхарна та інші вистави).
Був художнім керівником:
- у 1927—1929 роках — Ашгабатського російського театру;
- у 1929—1930 роках — Пензенського драматичного театру;
- у 1930—1931 роках — Самарського театру драми;
- у 1931—1934 роках — Воронезького театру драми;
- у 1934—1941 роках — Курського драматичного театру;
- у 1941—1943 роках — Енгельського драматичного театру;
- у 1943—1946 роках — Курганського театру драми;
- у 1946—1947 роках — Російського драматичного театру в Улан-Уде;
- у 1947—1948 роках — Великолуцького драматичного театру.

З 1948 року — головний режисер Рязанського театру драми.
Вів педагогічну роботу. Був організатором та викладачем театральних студій Саратова, Києва, Самари, Пензи, Воронежа, Курська (Курській студії присвоєне його ім'я).

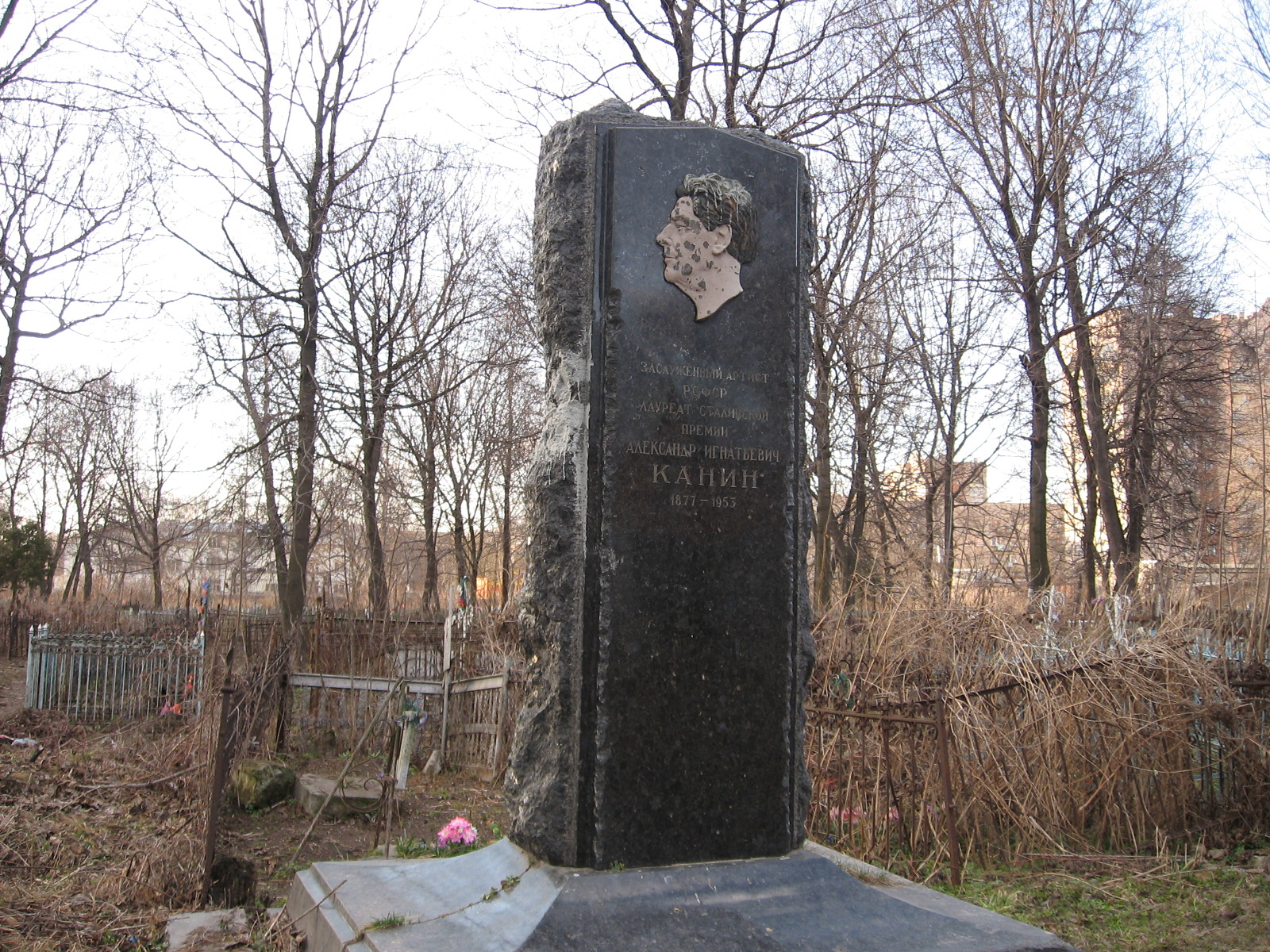
Надгробний пам'ятник.

Помер у Рязані 3 листопада 1953 року, де і похований на Лазаревському кладовищі.

## Творчість
Основне місце у творчості митця займала робота над драматургією Максима Горького. Здійснив постановки багатьох його п'єс, виконуючи у багатьох виставах головні ролі. Зокрема поставив вистави «Васса Железнова» (перший варіант 1910, Таганрог; 1935, Курськ), «Єгор Буличов та інші» (1933, Воронеж; 1946, Улан-Уде). У сезоні 1907—1908 років у Костромі поставив «Міщани» і зіграв роль Безсеменова. Пізніше неодноразово повертався до цієї п'єси. Серед робіт:
- постановки: «Любов Ярова» Костянтина Треньова (сезон 1926—1927, Саратов); «Остання жертва» Олександра Островського (1948, Рязань);
- ролі: Фірс, Ферапонт («Вишневий сад», «Три сестри» Антона Чехова); Старий кухар («Плоди освіти» Льва Толстого); Осип («Ревізор» Миколи Гоголя); Луп Клешнін («Цар Федір Іоаннович» Олексія Толстого).

На Курській сцені поставив понад 70 вистав, серед них:
- «Ми житимемо!» Бориса Лавреньова (1934);
- «Міщани» Максима Горького (1934);
- «Аристократи» Миколи Погодіна (1935);
- «Бійці» Бориса Ромашова (1935);
- «Любов Ярова» Костянтина Треньова (1935);
- «Платон Кречет» Олександра Корнійчука (1934—1935);
- «Ревізор» Миколи Гоголя (1934—1935);
- «Васса Железнова» Максима Горького (1935—1936);
- «Анна Кареніна» за Львом Толстим, інсценування Н. Волкова (1936);
- «Діти сонця» Максима Горького (1936—1937);
- «На дні» Максима Горького (1937);
- «Благання про життя» Жака Деваля (1935—1937);
- «Гроза» Олександра Островського (1935—1936);
- «Діти Ванюшина» Сергія Найденова (1937—1938);
- «Людина з рушницею» Миколи Погодіна (1937);
- «Розлом» Бориса Лавреньова (1937);
- «Ромео і Джульєтта» Вільяма Шекспіра  (1937—1938);
- «Кремлівські куранти» Миколи Погодіна (1938);
- «Емма Боварі» Гюстава Флобера (1938);
- «Наклеп» Миколи Вірти (1938—1939);
- «Кубанці» А. Сулебетова (1938—1939);
- «Нерівний шлюб» Олександра Шапошникоав (1938—1939);
- «Чекісти» Михайла Козакова (1938—1939);
- «Сестри Федорови» Гната Назарова (1939—1940);
- «Овід» за Етель Ліліан Войнич (1940).

## Виноски
1. ↑  За постановку та виконання ролі Василя Васильовича Безсеменова у виставі «Міщани» Максима Горького у Рязанському драматичному театрі[4].
2. ↑  В архівних документах не скрізь точно вказано рік прем'єри, найчастіше сезон.